# Буанга, Дени
Дени Атанас Буанга (фр. Denis Athanase Bouanga; 11 ноября 1994, Ле-Ман, Франция) — габонский футболист, полузащитник клуба «Лос-Анджелес» и сборной Габона.

## Клубная карьера
Во взрослом футболе дебютировал в 2014 году выступлениями за футбольный клуб «Лорьян».
Своей игрой за эту команду привлек внимание представителей тренерского штаба клуба «Страсбур», в состав которого перешёл на правах аренды в 2016 году. В том же году на правах аренды присоединился к составу клуба «Тур».
17 июля 2018 года Буанга заключил контракт на три года с клубом «Ним». Его переход обошёлся клубу в 3 млн евро. Также игроком интересовались «Монпелье» и «Анже».
9 июля 2019 года Буанга заключил четырёхлетний контракт с клубом «Сент-Этьен».
5 августа 2022 года Буанга перешёл в клуб MLS «Лос-Анджелес», подписав контракт по правилу назначенного игрока. Сумма трансфера составила около 5 млн долларов. В американской лиге он дебютировал 31 августа в матче против «Хьюстон Динамо». 2 октября в матче против «Портленд Тимберс» забил свой первый гол в MLS. Стал лучшим бомбардиром Лиги чемпионов КОНКАКАФ 2023, забив семь мячей, и был включён в символическую сборную турнира. Принял участие в Матче всех звёзд MLS 2023, в котором команда звёзд MLS принимала английский «Арсенал». В октябре 2023 года забил шесть голов и отдал одну голевую передачу в четырёх матчах, за что был назван игроком месяца в MLS. По итогам сезона 2023 Буанга стал лучшим бомбардиром MLS с 20 голами, а также отдал семь голевых передач, и был включён в символическую сборную MLS.

## Выступления за сборную
В 2016 году дебютировал в официальных матчах в составе национальной сборной Габона.
В составе сборной был участником Кубков африканских наций: 2017 в Габоне и 2021 в Камеруне.

## Достижения
Командные
 «Лос-Анджелес»
- Чемпион MLS (обладатель Кубка MLS): 2022
- Победитель регулярного чемпионата MLS: 2022

Индивидуальные
- Лучший бомбардир MLS: 2023 (20 мячей)
- Член символической сборной MLS: 2023
- Игрок месяца в MLS: октябрь 2023
- Лучший бомбардир Лиги чемпионов КОНКАКАФ: 2023 (7 мячей)
- Член символической сборной Лиги чемпионов КОНКАКАФ: 2023
- Участник Матча всех звёзд MLS: 2023[19]